# Каменецкий, Ян (гетман польный коронный)
Ян Каменецкий (пол. Jan Kamieniecki; ок. 1463 — 1513) — гетман польный коронный 1505—1509, дворянин королей Яна I Ольбрехта и Александра Ягеллонов, староста белзский, бужский, холмский и городельский (1502), каштелян львовский (1508).

## Биография
Сын каштеляна саноцкого Генриха Каменецкого (1430—1488) и Катарины из Пенежков. Имел братьев: Николая, Генриха, Станислава, Клеменса, Мартина и трех сестер.
Был женат на Анне Бучацкой, дочери Петра Бучацкого из Чешибесов, от брака с которой имел сына Николая (ум. 1519) и трех дочерей (Катарину, Анну и Маргариту).
В 1497 г. участвовал в неудачном военном походе польского короля Яна Альбрехта на Молдавию. В 1506 и 1509 гг. принимал участие в двух кампаниях под предводительством своего старшего брата и великого гетмана коронного Николая Каменецкого на Молдавию. В 1505—1509 гг. Ян Каменецкий занимал должность польного гетмана коронного. Один из главных руководителей обороны южных польских границ.
В 1508 г. был назначен каштеляном львовским.